# Wolfhagerbos
Het Wolfhagerbos is een natuurgebied in het Kakkertdal ten noorden van Schinnen in de Nederlandse gemeente Beekdaelen. Het 9 hectare grote bos wordt beheerd door Stichting Het Limburgs Landschap. Deze stichting verkreeg het terrein, nadat de vorige eigenaar industrieconcern DSM het in 1992 schonk, ter ere van het 60-jarig bestaan van Het Limburgs Landschap. Het bos bestaat voornamelijk uit vochtig populieren- en wilgenbos. Onder het gebied ligt een uitgestrekt stelsel van mijngangen van de steenkoolmijnbouw. Door verzakking van dit stelsel is het gebied lager komen te liggen waardoor het gebied tamelijk vochtig is. Dit effect wordt nog eens versterkt doordat het gebied doorsneden wordt door de beek de Kakkert. Het gebied wordt veel door amfibieën bezocht die door een amfibieëntunnel het bos makkelijk kunnen bereiken. Het gebied is openbaar toegankelijk voor wandelaars en fietsers.